# グローブボックス

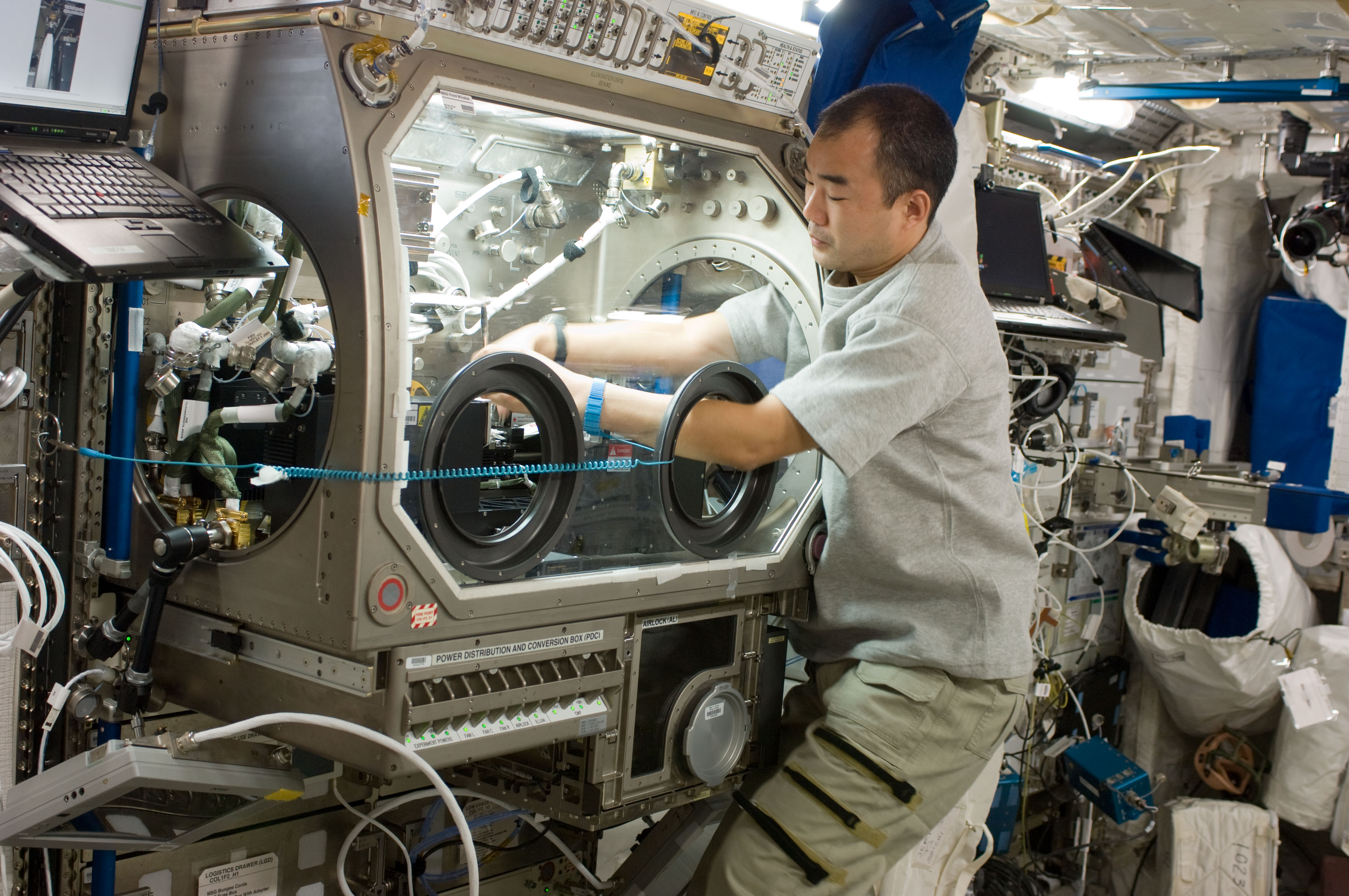
国際宇宙ステーションでグローブボックスの準備を行う野口聡一

グローブボックス（英: glovebox）は、外気と遮断された状況下で作業が可能となるように、内部に手だけが入れられるよう設計された密閉容器である。ボックスの横にゴム手袋（グローブ）が直結してあるため、外気を遮断した作業が可能となる。使用者にも理解できる程度には、単純で分かりやすい構造であることが多い。
大別して2種類のボックスが存在している。1つめは放射性物質や感染性のある細菌類といった危険な物質を扱うためのボックスで、2つめはアルゴンや窒素といった高純度の不活性ガス下で、大気に不安定な物質を取り扱うためのボックスである。ボックス内部との物体のやり取りは、真空チャンバーと呼ばれるボックスに隣接した小部屋を通じて行われる。

## 不活性雰囲気下での取り扱い
この種のボックスでは溶媒蒸気や水分、酸素などを取り除く装置が設置されており、ボックス内部に充填したアルゴンや窒素を循環させることで内部の雰囲気が常に一定に保たれるようになっていることが多い。この装置では内部の酸素を除去するために、加熱した銅が用いられることが多い。反応後の銅を加熱して水素/窒素の混合気体を通すと再生できるようになっており、このとき発生する水は過剰の水素/窒素の混合気体と共に装置外部へ排出される。水分はモレキュラーシーブに吸着されるようになっている。この種のボックスは、有機金属化学の研究者が酸素や水分に弱い化合物を取り扱うときによく用いられる。
大気に不安定な化合物を取り扱う方法として、グローブボックスの他にはシュレンク管を用いる方法がある。グローブボックス内で有機溶媒を扱うと、溶媒蒸気がプラスチックの接合部を溶解させ、水や酸素が浸入してきてしまう可能性がある。またグローブボックスといえど、手袋のゴムの部分を通じて酸素や水分が浸入してきてしまうことは避けられない。少しでも浸透を防ぐため、ブチルゴム製のグローブが利用されることが多い
一般的に、内圧が大気圧より若干高くなった状態で用いられる。この場合はボックスに微量な漏れが生じた場合であっても内部のガスが大気に漏れてくるだけであり、外気がボックス内部に浸入してくるのを防ぐことができる。

## 危険物質の取り扱い
かつてプルトニウムピットが製造され、現在は封鎖されてしまったロッキーフラッツでは、ステンレス鋼製のグローブボックスを20メートル繋げたものが設置されており、ボックス内部にピット製造装置が置かれ製造されていた。このときグローブ部分は鉛で内張されてあった。放射性物質を扱うグローブボックスであっても不活性ガス雰囲気下での作業が行われることがあり、例えばEU超ウラン元素研究所 (ITU) では窒素雰囲気下のボックス内に更にアルゴン雰囲気のボックスが設置されてあった。このときアルゴンのボックスでは、溶融塩中での電気化学実験が非常に厳密に行えるように環境が整えられていた。
また生物研究にもよく用いられており、嫌気性細菌や高バイオセーフティーレベルの病原菌の扱いに用いられている。
このような危険物質を取り扱う場合、内圧が外気圧より若干低くなった状態で用いられる。ボックスに漏れが生じた場合、ボックス内部の危険物質を外部に飛散させないためである。HEPAフィルターも組み込まれており、排気から危険物質が漏れないような構造となっている。